# Steinbrunn-le-Haut
Steinbrunn-le-Haut es una comuna francesa situada en la circunscripción administrativa de Alto Rin y, desde el 1 de enero de 2021, en el territorio de la Colectividad Europea de Alsacia, en la Región de Gran Este.
Forma parte de la región histórica y cultural de Alsacia.

## Demografía
| 397 | 435 | 421 | 491 | 528 | 539 | 604 |
| Para los censos de 1962 a 1999 la población legal corresponde a la población sin duplicidades (Fuente: INSEE [Consultar]) |     |     |     |     |     |     |

## Patrimonio y cultura
- Iglesia de Saint Maurice